# 483年
| 千纪： | 1千纪                                                                                           |
| 世纪： | 4世纪 \| 5世纪 \| 6世纪                                                                         |
| 年代： | 450年代 \| 460年代 \| 470年代 \| 480年代 \| 490年代 \| 500年代 \| 510年代                       |
| 年份： | 478年 \| 479年 \| 480年 \| 481年 \| 482年 \| 483年 \| 484年 \| 485年 \| 486年 \| 487年 \| 488年 |
| 纪年： | 癸亥年（猪年）；北魏太和七年；柔然永康二十年；南朝齐永明元年                                    |

## 出生
- 查士丁尼一世，编纂了《查士丁尼法典》。
- 东昏侯萧宝卷
- 魏宣武帝元恪

## 逝世
- 垣崇祖，被齐武帝处死。